# Белорусско-итальянские отношения
Двусторонние отношения между Беларусью и Италией были установлены 13 апреля 1992 года. В 1992—1993 в Риме и Минске были открыты посольства. Посол Беларуси в Италии — Евгений Шестаков, посол Италии в Беларуси — Стефано Бианки. В Турине и Кальяри также располагаются почётные консульства

## Общая характеристика стран
|                                | Беларусь                 | Италия                   |
| ------------------------------ | ------------------------ | ------------------------ |
| Площадь, км²                   | 207 600                  | 301 230                  |
| Население, чел.                | 9 675 800                | 60 605 053               |
| Государственное устройство     | президентская республика | парламентская республика |
| Объём ВВП (ППС), $ млрд        | 105,2                    | 1 771                    |
| ВВП на душу населения (ППС), $ | 10 900                   | 29 417                   |

## История
В апреле 2009 года Александр Лукашенко посетил Италию, где встретился с премьер-министром Сильвио Берлускони.
30 ноября 2009 года Сильвио Берлускони нанёс ответный визит в Минск. По итогам встречи были подписаны договоры об экономическом сотрудничестве. Также во время визита Сильвио Берлускони в Минск ему были переданы архивные сведения о судьбе репрессированных и находившихся в лагерях военнопленных итальянцев на территории БССР в 1930-е — 1940-е годы.

## Торговля
Динамика внешней торговли в 2011—2019 годах (млн долларов):
Италия является важным торговым партнёром Беларуси, занимая 7-е место по общему объёму товарооборота (4-е место по объёму импорта и 11-е — по объёму экспорта). Общий объём товарооборота между странами составил в 2008 году около 1,2 миллиарда долларов с более чем двукратным преобладанием импорта из Италии (высокотехнологичное оборудование, продукция химической промышленности, медикаменты) над экспортом (продукция чёрной металлургии, нефтепродукты, калийные удобрения)
Крупнейшие позиции белорусского импорта из Италии в 2017 году:
- Машины и механизмы специального назначения (28,1 млн долларов);
- Лекарства (17,8 млн долларов);
- Арматура для трубопроводов (16,8 млн долларов);
- Посудомоечные машины, оборудование для заполнения ёмкостей и упаковки товаров (16,3 млн долларов);
- Центрифуги, оборудование для фильтрования жидкостей или газов (15,8 млн долларов);
- Насосы жидкостные (15,6 млн долларов);
- Оборудование для термической обработки металлов (15,5 млн долларов);
- Изделия из чёрных металлов прочие (14,1 млн долларов);
- Насосы воздушные или вакуумные, компрессоры и вентиляторы (12,7 млн долларов);
- Обувь из натуральной кожи (13,9 млн долларов);
- Запчасти для автомобилей и тракторов (10,2 млн долларов).